# Alberto Fernández Díaz
Alberto Fernández Díaz (Barcelona, 12 de diciembre de 1961) es un abogado y consultor en ámbitos de empresa, jurídico y laboral. Con anterioridad desarrolló una intensa actividad política siendo concejal del Ayuntamiento de Barcelona, diputado en el Parlament de Catalunya y senador en las Cortes Generales, además de haber presidido el Partido Popular de Cataluña durante 6 años.
Ha sido concejal-presidente del Grupo Popular en el Ayuntamiento de Barcelona entre los años 2007 y 2019 y anteriormente fue regidor del mismo consistorio entre 1987 y 2003. Su etapa municipal ocasionó que durante los años 2011 y 2012 fuera vicepresidente primero ejecutivo de la Diputación Provincial de Barcelona en las áreas de Empleo, Promoción Económica, Turismo, Comercio y Deportes, cargo al que renunció para centrarse en las responsabilidades de su oposición en el Ayuntamiento de Barcelona. Asimismo, fue portavoz del Grupo Popular en el Área Metropolitana de Barcelona en sus años como concejal.
Candidato a la alcaldía por el Partido Popular en la ciudad de Barcelona en las elecciones municipales de 2003, 2007, 2011 y 2015, obteniendo en las de 2011 el mejor resultado popular de la historia con 9 concejales.
Además de ser el cabeza de lista del Partido Popular en las elecciones municipales de Barcelona en 4 ocasiones, también fue el candidato a la presidencia de la Generalidad de Cataluña en las elecciones autonómicas de 1999. Desde 1996 hasta 2002 fue el presidente del Partido Popular catalán. Con anterioridad y desde su afiliación en 1979 al partido, había presidido las juventudes, Nuevas Generaciones, de Cataluña y sido su vicepresidente nacional.
Castellano en el Parlament de Cataluña
En 1999 fue el primer Presidente de Grupo Parlamentario que se dirigió en el Parlament en castellano al entonces Presidente de la Generalidad Jordi Pujol, lo que provocó una agria controversia entre ambos. Semanas antes, Alberto Fernández ya había sido el primer candidato que empleó la lengua castellana en un debate de TV3.
Amenazado por ETA
En el año 2001 la Guardia Civil detuvo al comando Barcelona de ETA solo justo horas antes de pretender asesinar a Alberto Fernández con una maceta-bomba al salir de su domicilio. Por esta circunstancia y en el año 2019, fue reconocido oficialmente como “amenazado” y concedida la Insignia de Reconocimiento civil a las Víctimas del Terrorismo, pese a que renunció a percibir cualquier indemnización del Estado por ello.
Defensa de la bandera de España
Es muy recordado el episodio que protagonizó Alberto Fernández como concejal en una abarrotada plaza de Sant Jaume el 24 de septiembre de 2015 que celebraba la fiesta de la Mercé. Aquel día y en la fachada del Ayuntamiento se desplegó una estelada ante la pasividad de Ada Colau y Artur Mas allí presentes. Alberto Fernández reaccionó colocando en el balcón principal del consistorio la bandera de España entre forcejeos y tensiones con otros concejales que querían impedir, sin conseguirlo, tal acción y el abucheo y acoso del independentismo.

## Biografía
Alberto Fernández Díaz, nació el 12 de diciembre de 1961, siendo el octavo de una familia numerosa de 10 hermanos. Estudió en los Jesuitas de Sarriá de Barcelona y de Tudela en Navarra. Cursó y se licenció en la carrera de Derecho por la Universidad de Barcelona. Es abogado desde 1986 incorporándose al colegio profesional de la Ciudad Condal y consultor jurídico y laboral por cuenta propia y ejercicio libre. Contrajo matrimonio en 1992 y es padre de 3 hijos.
Entre sus aficiones destacan el modelismo y las motocicletas. Su defensa de las dos ruedas le llevó a protagonizar distintas campañas en favor de las motos proponiendo que éstas pudieran circular por el carril bus y otras de seguridad viaria para los motoristas.
Es un reconocido seguidor y socio del Espanyol, de cuyo club de fútbol forma parte del Patronato de su Fundación, centrada en proyectos sociales y de memoria histórica de la entidad.
Escribe también distintos artículos en medios de comunicación como La Vanguardia, el diario ABC, el digital Metrópoli y participa en tertulias radiofónicas (Cadena SER). En el ámbito económico ha sido miembro de Feria De Barcelona y el Consorcio de la Zona Franca.